# Glycymeris concentrica
Glycymeris concentrica is een tweekleppigensoort uit de familie van de Glycymerididae. De wetenschappelijke naam van de soort werd voor het eerst geldig gepubliceerd in 1853 door Wilhelm Dunker.